# Polisens grader i Ryssland
Polisens grader i Ryssland visar de särskilda graderna för polisväsendet i Ryska federationen. Dessa grader används av den ryska polisen och den Federala narkotikapolisen i Ryssland (Gosnarkkontrol). Efter graden sätts beteckningen vid polisväsendet; menig vid polisväsendet, kapten vid polisväsendet.

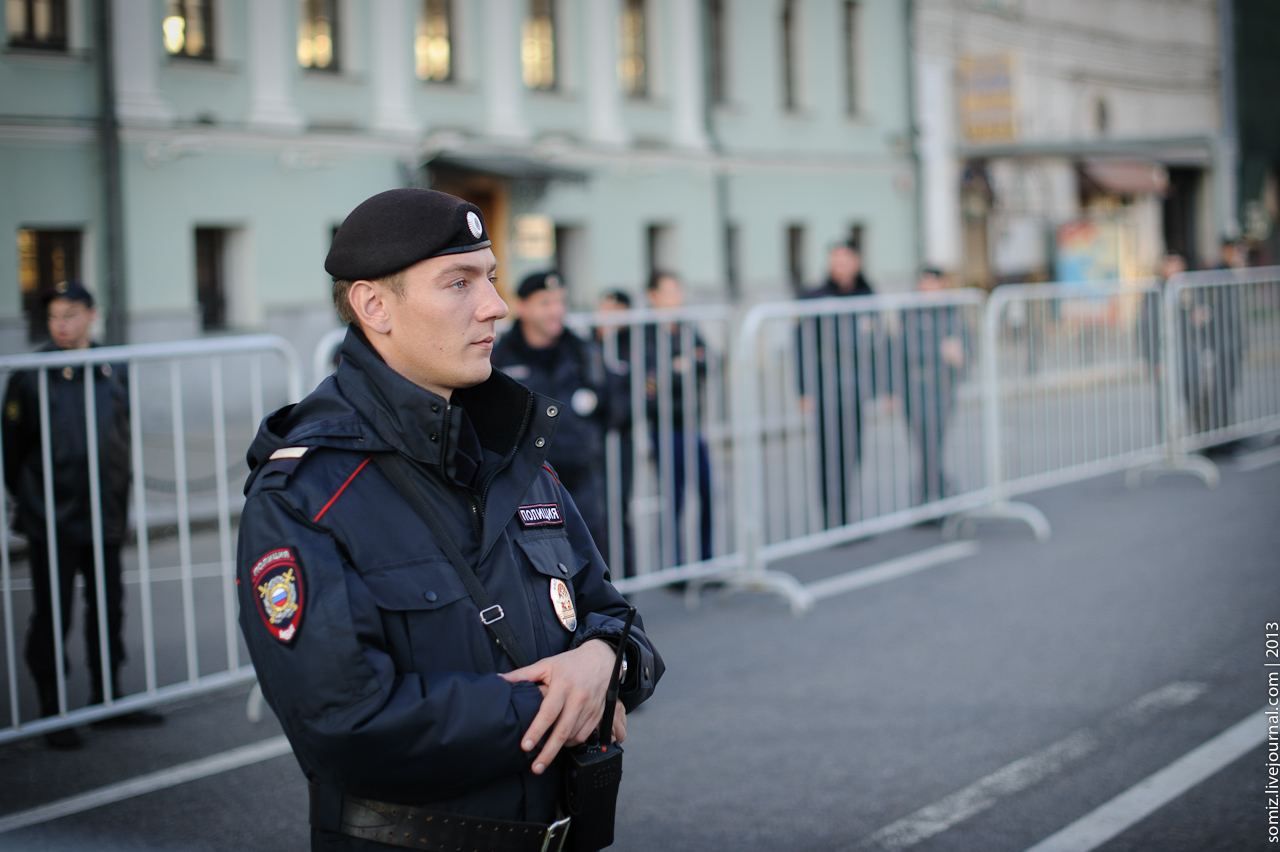
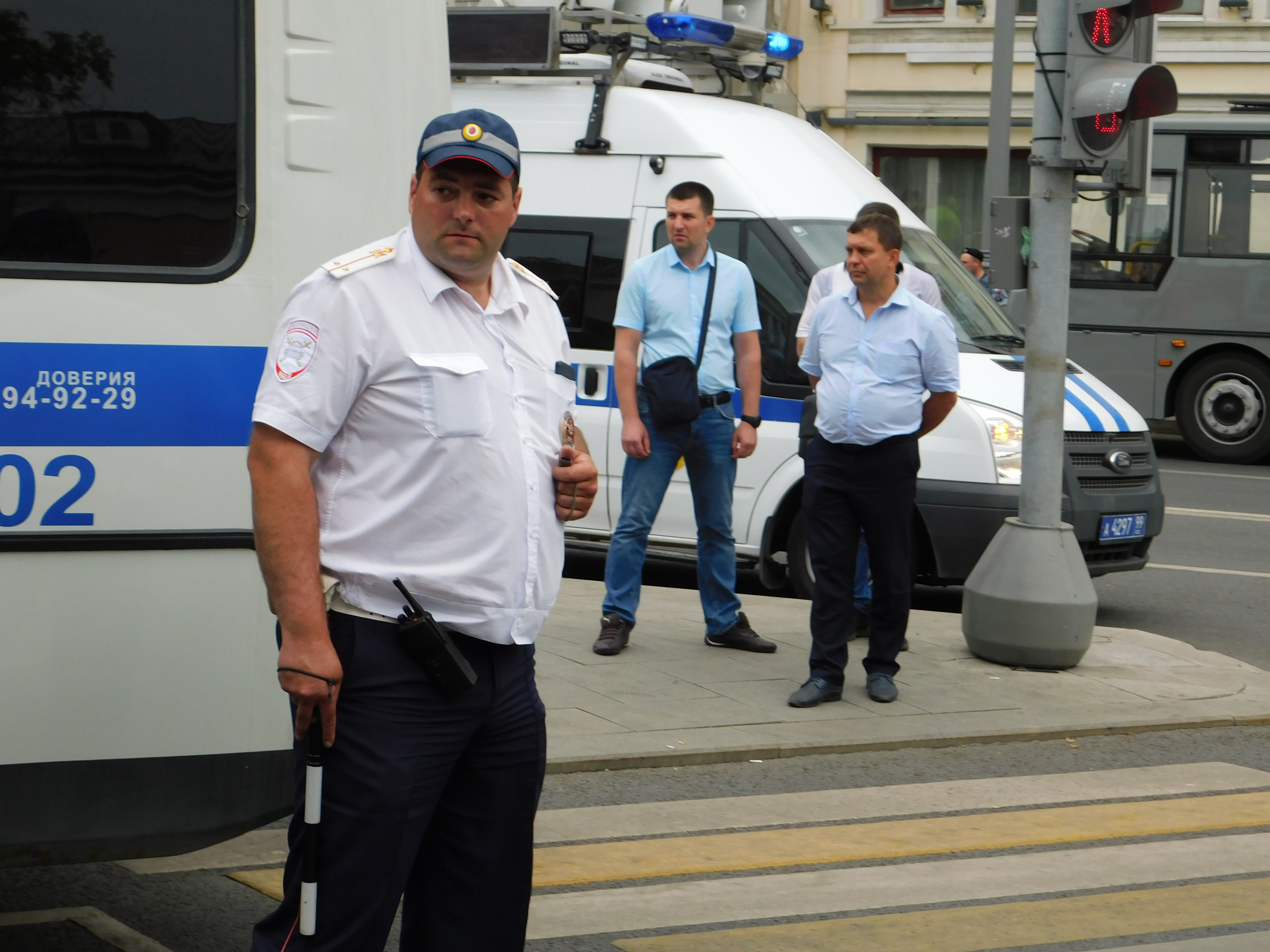
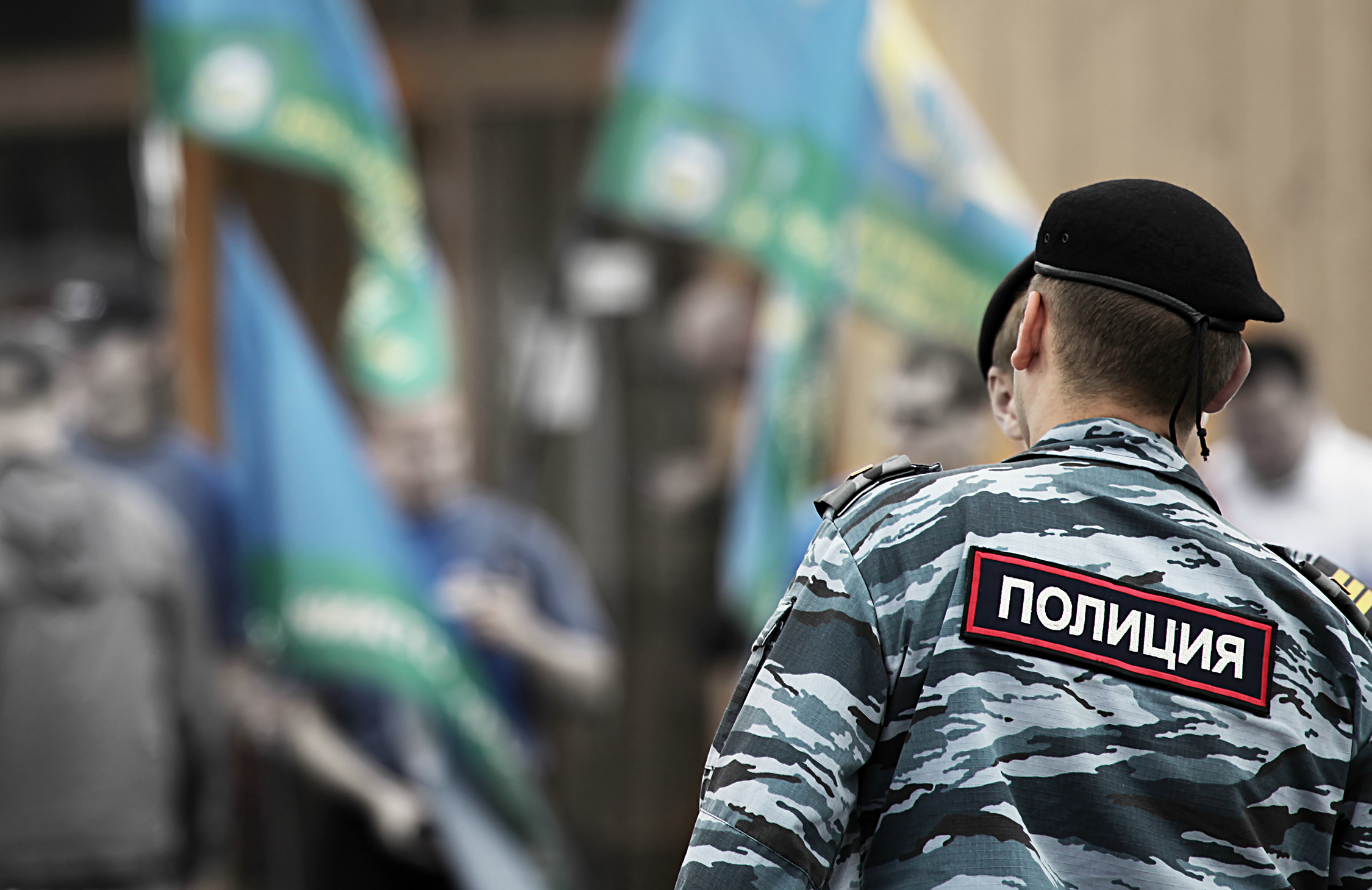
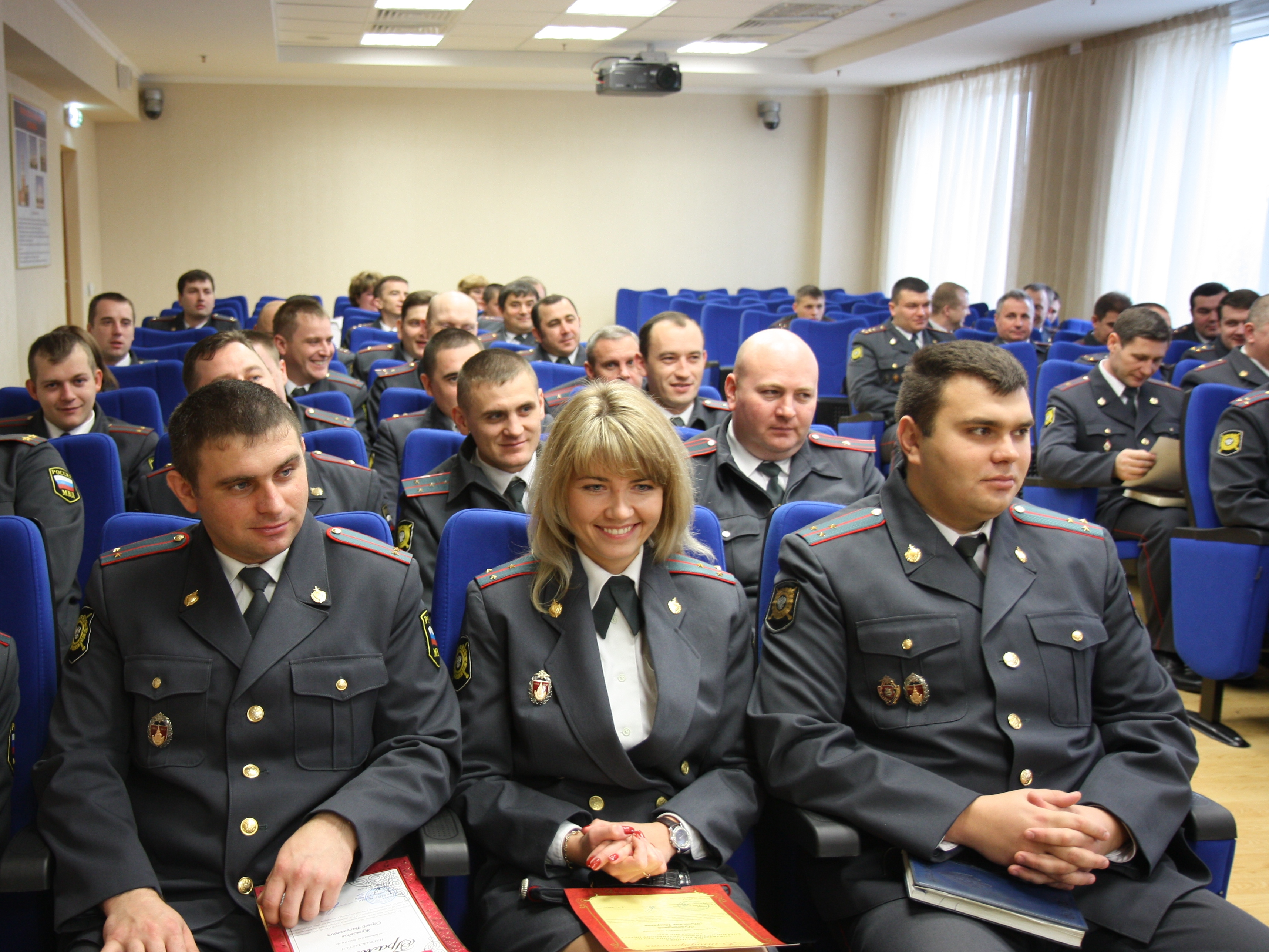
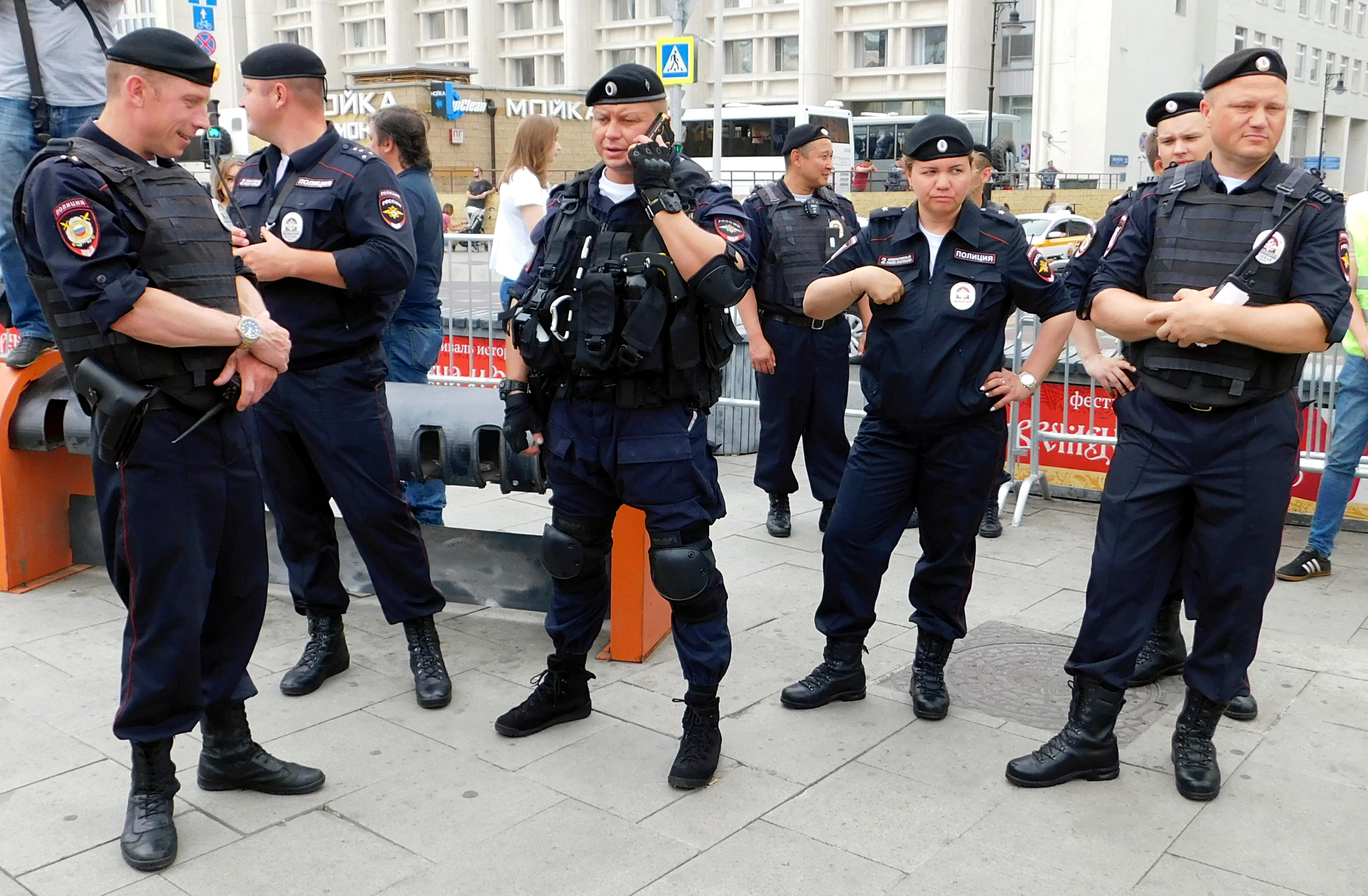

|        | Meniga | Sergeanter     | Sergeanter | Sergeanter     | Sergeanter     | Fänrikar | Fänrikar     |
| ------ | ------ | -------------- | ---------- | -------------- | -------------- | -------- | ------------ |
|        |        |                |            |                |                |          |              |
| Grader | Menig  | Yngre sergeant | Sergeant   | Äldre sergeant | Militärmästare | Fänrik   | Äldre fänrik |

|        | Kompaniofficerare | Kompaniofficerare | Kompaniofficerare | Kompaniofficerare | Regementsofficerare | Regementsofficerare | Regementsofficerare | Generalspersoner | Generalspersoner | Generalspersoner | Generalspersoner                                  | Generalspersoner |
| ------ | ----------------- | ----------------- | ----------------- | ----------------- | ------------------- | ------------------- | ------------------- | ---------------- | ---------------- | ---------------- | ------------------------------------------------- | ---------------- |
|        |                   |                   |                   |                   |                     |                     |                     |                  |                  |                  |                                                   |                  |
| Grader | Yngre löjtnant    | Löjtnant          | Äldre löjtnant    | Kapten            | Major               | Överstelöjtnant     | Överste             | Generalmajor     | Generallöjtnant  | General          | General av den Ryska federationens polismyndighet |                  |